# Eerste Van Swindenstraat 42
Eerste Van Swindenstraat 42 te Amsterdam is een gebouw aan de Eerste van Swindenstraat, Dapperbuurt, Amsterdam-Oost.
Hier werd in 1891 een kleine kinder-bewaarplaats gebouwd. Opdrachtgever was de Vereeniging tot verbetering der kleine Kinderbewaarplaatsen (kinderopvang) geleid door Femina Muller. Daarbij werd architect Coenraad Wiegand ingeschakeld. Volgens de directrice destijds was het het mooiste gebouw van de vereniging. Afwijkend was dat het gebouw in een serie van meerdere gebouwen waaronder
Warmoesstraat 71 (1875, gemeentelijk monument) ingedeeld was naar inzichten van de verzorgende vrouwen zelf, zodat een doelmatiger inrichting werd verkregen. Het zou tot 1970 vrijwel dezelfde functie houden. Naar toenmalig inzicht was het gebouw niet meer geschikt voor kinderopvang dan al jaren vernoemd naar Prinses Beatrix. Een jaar later werd het verkocht. 
Het gebouw heeft twee bouwlagen (kinderopvang en directiewoning) met daarop een kap onder een mansardedak. Een tableau met Kleine kinderen-bewaarplaats verwijst nog naar de oorspronkelijke bestemming. Het gebouw is qua architectuur ingedeeld in orde 2 (verdient behouden te blijven). Vanaf een zwart geschilderde natuurstenen plint rijst een bakstenen gevel op, steeds onderbroken door natuurstenen banden. Op de begane grond zijn zowel toegang en raampartij enigszins teruggeplaatst ten opzichte van de gevel. Het bovenlicht van de raampartij is voorzien van houtsnijwerk, al dan niet in het snijraam. Een lijst met twee motieven zaagtanden leidt naar de eerste verdieping. Ook hier een afwisseling van baksteen en natuurstenen banden en sluitstenen. In plaats van ronde ontlastingsbogen zijn hoekige bogen gezet en nog wel in een afwijkende kleur baksteen. Onder de bogen is een dambordmotief gezet, Na wederom een bewerkte lijst komt een tweede verdieping met kleinere ramen vanwege het insnoerende mansardedak, ook hier baksteen en natuurstenen banden. De daklijst is gemaakt van baksteen in afwijkend metselverband. In dat dak is ook de hijsbalk geplaatst.   